# هورست آن دي ماس
هورست آن دي ماس Horst aan de Maas  بلدية بمقاطعة ليمبورخ، هولندا.

## طوبوغرافيا
خريطة طوبوغرافية هولندية لبلدية هورست آن دي ماس، يونيو 2015، (تقرأ بعد ثلاث نقرات على الخريطة)

## أعلام
- دومينيك بلودورث
- ديرك مارسيليس